# EWS Arena
El EWS Arena es un pabellón multiusos de la ciudad de Göppingen en Alemania. En él juega el equipo de balonmano local, el FRISCH AUF! Göppingen. Fue sede de los Juegos Olímpicos de Múnich 1972 en la modalidad de balonmano.